# 张咏霞
张咏霞（英语: Carol Cheung），别名张允遐，又名张泳霞，美籍华人，自由女作家，任美国国会多数党商业咨询理事会荣誉主席、美国亚洲文化发展基金会副主席。

## 生平
出生于中国广州市，祖籍广东南海大沥，中学时就读于广州市第26中学，1996年被中国作协喻为“百位杰出海外华文作家”之一。於20世纪80年代移民美国纽约，1996年在美国纽约州参与成立了半官方非牟利机构纽约亚洲商贸理事会和北美亚洲商贸理事会。

## 文学作品

### 代表作《滚滚红尘美利坚》
2009年由中国财政经济出版社出版，还原真实的故事，講述一个美国各阶层社会真实的人间百态。

### 作品《一个原国民党军官的故事》
曾荣获第三届中国全国广播节目特等奖暨中央电台一等奖，并由北京电影学院改编为电视连续剧《黄埔情》，于1992年在中央电视台播出。

### 作品《菟丝花与小女孩的故事》
曾经获得中国侨联杯优秀奖和中国中央电台一等奖，中国作家协会推介文章等奖项，并转载刊登在《美洲侨报》、《人民日报》等十多家刊物上，同时被收入《中国孩子在美国》一书结集出版，由真人真事改编而成。